# José Manuel Jurado
José Manuel Jurado Marín (Sanlúcar de Barrameda, 29 de junho de 1986) é um futebolista espanhol que atua como meia. Atualmente, joga pelo time espanhol Cádiz CF, que disputa a La Liga 2.

## Carreira
Jurado começou a carreira no Real Madrid.

## Títulos
Atlético de Madrid
- Liga Europa: 2009–10
- Supercopa da UEFA: 2010

Schalke 04
- Copa da Alemanha: 2010–11
- Supercopa da Alemanha: 2011